# حاجی کربلائی دزفولی
حاجی کربلائی دزفولی معروف به حاجی کربلائی، از دلقک‌های دربار ناصرالدین‌شاه قاجار بود.

## شرح
مهدی بامداد در شرحی که پیرامون دلقک‌های دربار ناصری نوشته‌است، به حاجی کربلائی دزفولی به عنوان یکی از دلقک‌های نزدیک به ناصرالدین شاه نام برده و وی را از جمله دلقک‌ها و مقلدانی دانسته‌است که با شاه ارتباط داشته و به اصطلاح «شاه‌شناس» بوده‌اند.
وی می‌نویسد که حاج کربلائی دزفولی از جمله دلقک‌هایی بوده که ناصرالدین‌شاه سربه‌سر او می‌گذاشته‌است.